# Unione induista italiana
L'Unione induista italiana (in hindī सनातन धर्म संघ Sanatana Dharma Samgha "Unione induista") è un'associazione sorta per la tutela, il coordinamento, la pratica e lo studio della cultura e della religione induista. È stata fondata da Swami Yogananda Giri in 1996. Associazione nazionale, riconosciuta da istituzioni religiose e culturali internazionali, l'U.I.I. - pur operando da anni - si è data una veste anche formale nel 1996 ed è cresciuta grazie alla condivisione di grandi ideali e all'aspirazione di vivere coerentemente scelte religiose e spirituali da parte di molti centri, di scuole di yoga, di associazioni e di singoli individui, appartenenti già da molto tempo a correnti induiste o che seguono l'insegnamento di maestri indù.
Si propone di divulgare le antiche tradizioni favorendo la collaborazione di tutti i gruppi e persone che praticano culti induisti perseguendo obiettivi comuni, nel rispetto della reciproca diversità e libertà. L'Unione Induista Italiana è stata riconosciuta ufficialmente dallo Stato Italiano, con decreto del presidente della Repubblica del 29 dicembre 2000, come confessione religiosa.

## Decalogo dell'Unione induista italiana
L'Unione induista italiana si propone di favorire:
- la conoscenza dei principi e delle tradizioni religiose induiste;
- la divulgazione della cultura tradizionale e, in particolare di  filosofia,  culti e ritualistica,  arte, scienza e medicina, yoga;
- la difesa dei diritti religiosi e l'uguaglianza di tutte le religioni, sostenendo anche un reale dialogo interreligioso;
- le celebrazioni di Samskara, Pūjā e festività indù;
- la pubblicazione di libri, riviste e opere varie sul pensiero indiano;
- la partecipazione alla vita sociale e l'impegno di solidarietà verso i più deboli;
- l'educazione al pluralismo religioso nelle scuole;
- le pratiche spirituali di ascesi: Yoga e meditazione;
- l'organizzazione di congressi, incontri e seminari;
- la creazione di corsi di formazione nelle varie discipline induiste: yoga, ayurveda, danza, arte, lingua sanscrita, filosofia, ecc.